# Rezerwat przyrody Rabštejn
Rezerwat przyrody Rabštejn (czes. Přírodní rezervace Rabštejn) – szczyt i rezerwat przyrody w Czechach, w kraju ołomunieckim, w Sudetach Wschodnich (Hanušovická vrchovina).

## Przedmiot ochrony
Przedmiotem ochrony w rezerwacie są następujące rośliny, ekosystemy i utwory przyrody nieożywionej:
- buki,
- lasy na piarżyskach,
- skały, wieże skalne oraz wychodnie skalne[1].

W drzewostanach rezerwatu dominuje buk, a na piargach rosną klon i jesion. Rzadka jest jodła. Wiąz jest zdziesiątkowany przez grafiozę. W roślinności dominują gatunki typowe dla tego siedliska: przytulia wonna, miesiącznica trwała i niecierpek.

## Geologia
Geologicznie obszar jest utworzony przez przeobrażone skały magmowe środkowego dewonu. W jego górnej części znajduje się kilka izolowanych formacji skalnych. Gleby są przeważnie kamieniste, brunatne. Poniżej rezerwatu, od wschodu, przepływa Oskava.

## Zamek
W centrum rezerwatu znajdują się ruiny zamku Rabštejn, który wzniesiono w drugiej połowie XIII wieku dzięki funduszom Hrabiša ze Švábenic. Od 1318 należał on do Jindřicha z Lipé, następnie zdobył go biskup Konrád i przekazany królowi Janowi Luksemburskiemu. W 1584 nazywano go już „opuszczonym”.

## Galeria

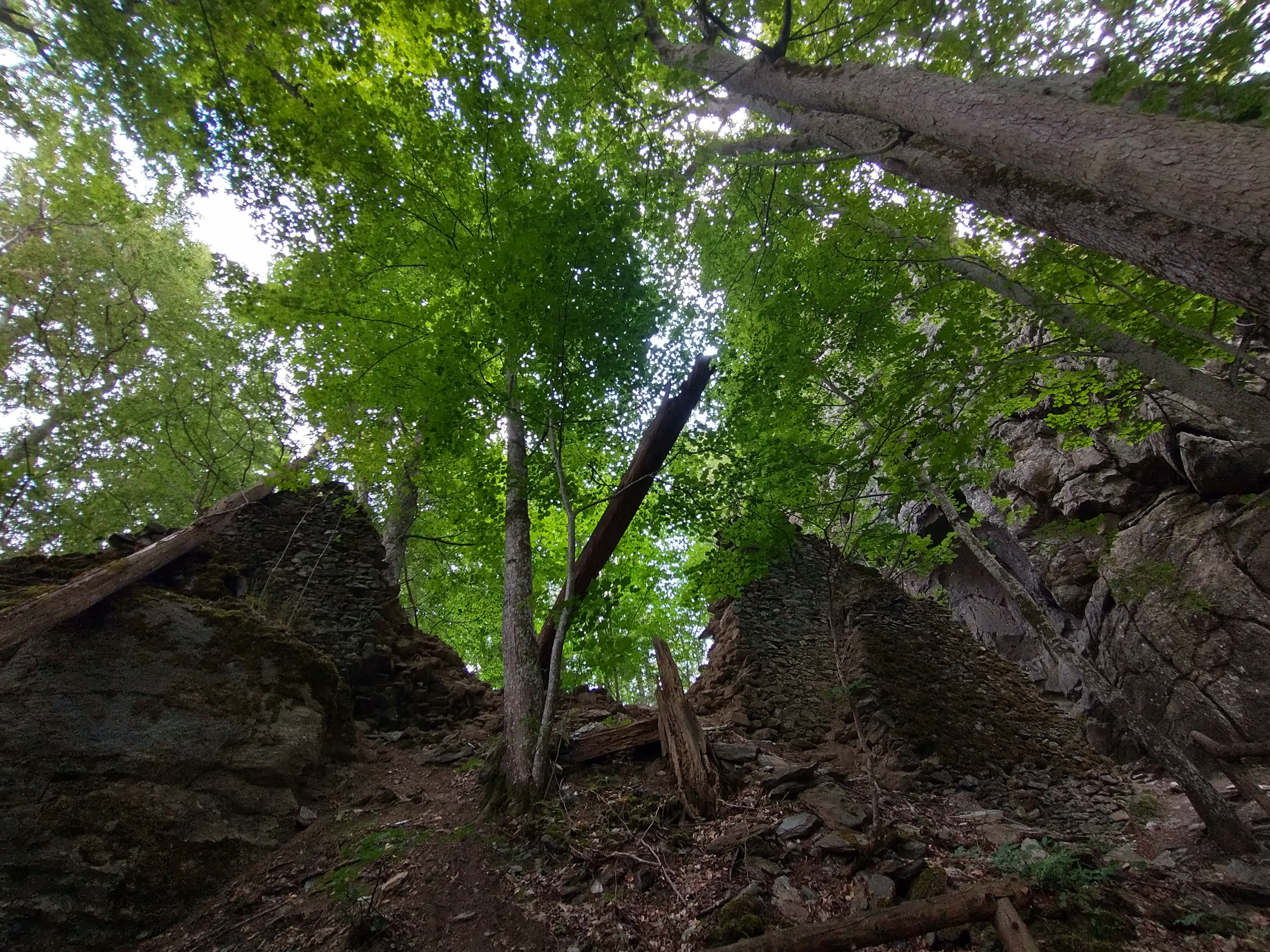
Część z ruinami zamku
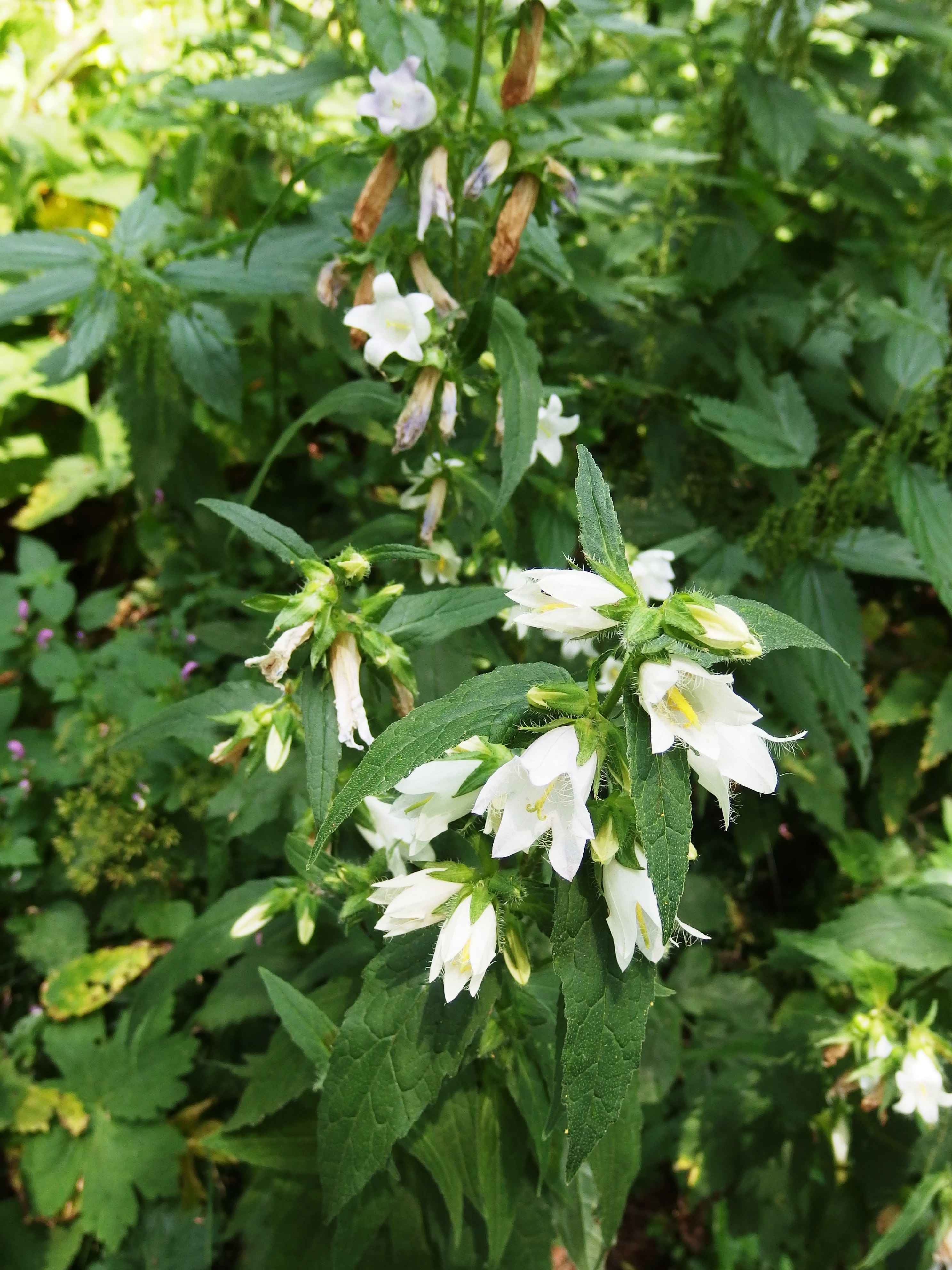
Dzwonek pokrzywolistny
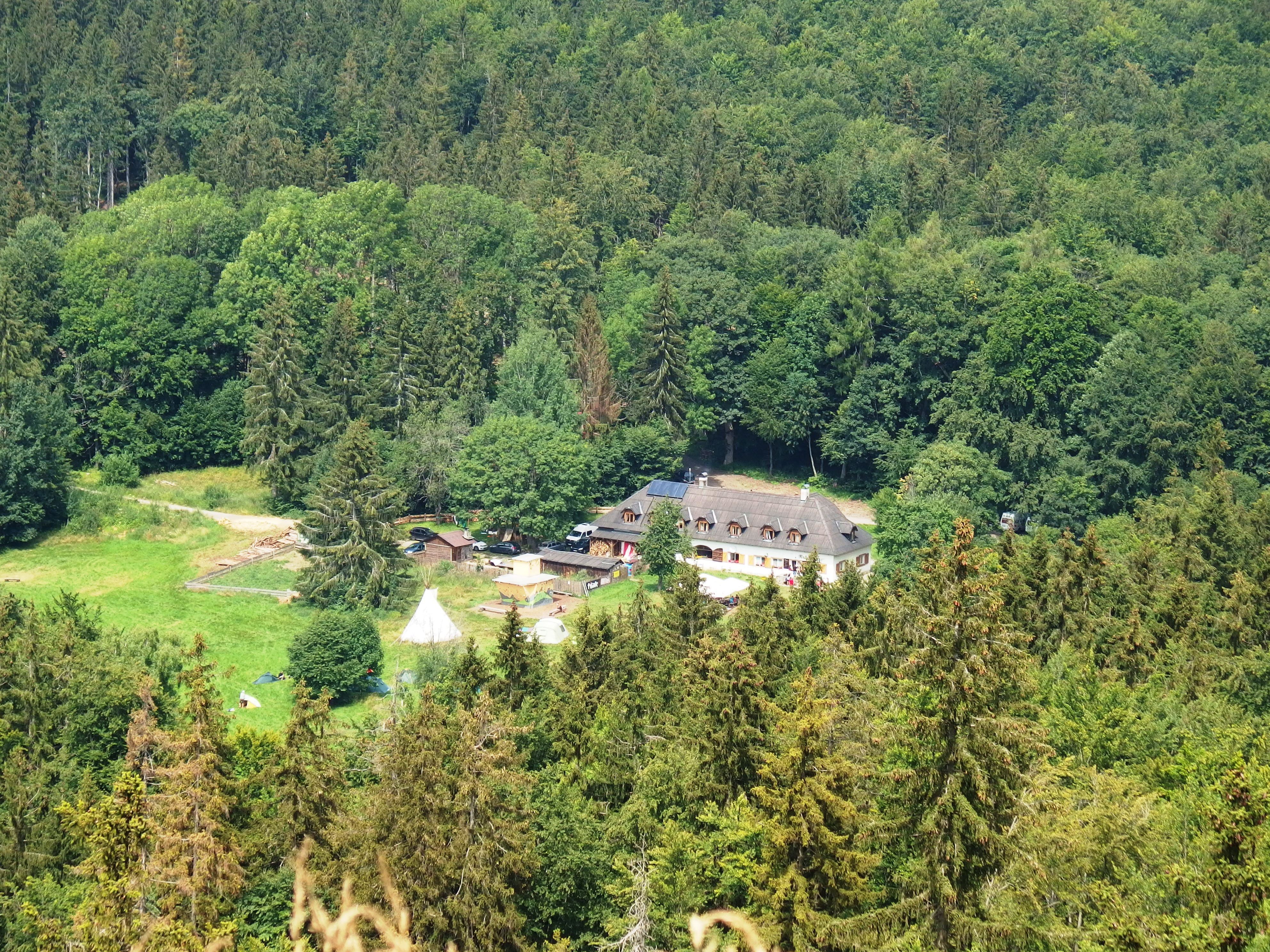
Widok ze szczytu na chatę górską